# Articolo 248 bis del codice penale olandese

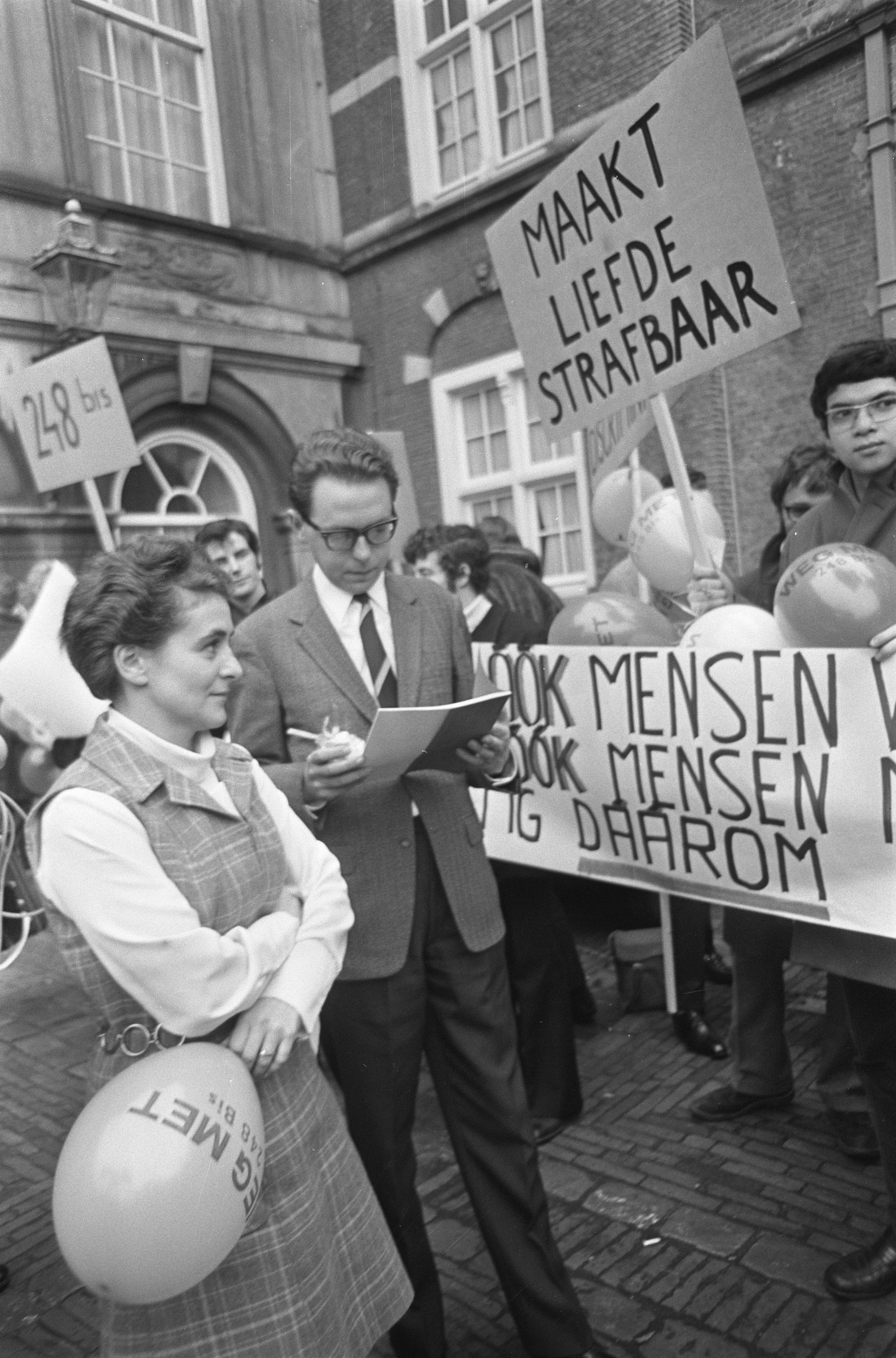
Manifestazione di studenti omosessuali contro l'articolo 248bis il 21 gennaio 1969 al Binnenhof a L'Aia

L'articolo 248 bis del codice penale olandese è stato introdotto nel 1911 come parte della legge sulla moralità e abrogato nel 1971.

## Significato
L'articolo 248 bis recitava: 
All'epoca, l'età minima per la maggiore età era di 21 anni, mentre l'età minima per i contatti eterosessuali era di 16 anni ed è tuttora la stessa.
Secondo l'allora ministro della giustizia olandese E.R.H. Regout, lo scopo di questa legislazione era proteggere ragazzi e ragazze tra i 16 e i 20 anni dalla seduzione omosessuale e quindi contrastare la diffusione della omosessualità.
Una conseguenza di questa legge era che una coppia di amici giovani non poteva praticare sesso temporaneamente tra il momento in cui il più grande aveva compiuto 21 anni e il momento in cui il più giovane raggiungeva tale età (almeno se tale sesso fosse stato considerato scelleratezza). Un altro effetto era che la polizia poteva facilmente vietare incontri di omosessuali adulti, motivando che questi potessero portare alla seduzione illegale di minorenni.
Tuttavia, l'articolo di legge - e le azioni della polizia per "controllare se c'erano minorenni coinvolti in atti omosessuali" - contribuivano anche al tabù sociale contro l'omosessualità. Ad esempio, il comune di Amsterdam negli anni cinquanta e sessanta del XX secolo rifiutava candidati che potevano essere sospettati di essere omosessuali. Si sta studiando in quale misura questa forma di discriminazione omosessuale fosse applicata anche da altre autorità.

## Lotta per l'abrogazione
Nel 1912, per contrastare l'articolo 248 bis, jhr.dr. Jacob Schorer fondò il Nederlandsch Wetenschappelijk Humanitair Komitee (NWHK). Il NWHK fu sciolto quando nel 1940 i tedeschi invasero i Paesi Bassi. Dopo la guerra, la Nederlandse Vereniging tot Integratie van Homoseksualiteit COC continuò la lotta per l'abrogazione dell'articolo 248bis.
Il 21 gennaio 1969 si tenne una manifestazione contro l'articolo 248 bis presso il Binnenhof a L'Aia, organizzata dalla Federazione Studentesca per i Gruppi di Lavoro sull'Omosessualità (FSWH) e dalla fondazione Ruimte. Circa 100 giovani uomini e donne omosessuali parteciparono, facendo di questa la prima manifestazione pubblica omosessuale nei Paesi Bassi e probabilmente in tutta Europa.
La commissione-Speijer, istituita nel 1969 dalla Gezondheidsraad, giunse a una conclusione unanime secondo cui non vi erano obiezioni di natura medico-igienica o psicosociale contro l'abrogazione dell'articolo. La sua eliminazione avrebbe avuto numerosi vantaggi.
Riguardo all'eventuale utilità dell'articolo come "minaccia", il ministro dichiarò: 
Nel 1971, l'articolo fu abrogato (Kamerstuk 10347). Circa 5000 omosessuali furono perseguitati sulla base di questo articolo. Dal 1971, nella legge sulla moralità non esiste più alcuna distinzione tra atti eterosessuali e omosessuali.

## Curiosità
L'eliminazione della differenza di diritti tra eterosessuali e omosessuali è stata sotto la responsabilità di Carel Polak. Lo stesso Polak rifiutò di concedere la personalità giuridica alla Nederlandse Vereniging tot Integratie van Homoseksualiteit COC (ora COC Nederland) a causa delle pubblicità che incitavano all'infedeltà coniugale, all'epoca contrarie alla legge.